# Slammiversary X
Slammiversary X est un pay-per-view de catch organisé par la fédération Total Nonstop Action Wrestling. Il s'est déroulé le 10 juin 2012 dans le College Park Center, à Arlington au Texas. C'est la huitième édition de Slammiversary qui se déroulera. Slammiversary fait partie des trois Pay Per View les plus populaires de la TNA avec Bound for Glory et Lockdown. Ce Pay Per View fêtera le 10e anniversaire de la Total Nonstop Action Wrestling d'où son nom Slammiversary → Anniversary (Anniversaire). Sur l'affiche officiel, on y voit figurer tous les anciens et actuels catcheurs de la TNA.
Neuf matchs, dont quatre mettant en jeu les titres de la fédération, ont été programmés. Chacun d'entre eux est déterminé par des storylines rédigées par les scénaristes de la TNA ; soit par des rivalités survenues avant le pay-per-view, soit par des matchs de qualification en cas de rencontre pour un championnat. L'événement a mis en vedette les catcheurs de la division Impact Wrestling, créée en 2004 (anciennement appelée TNA Impact!).
Le main event de la soirée est un match simple pour le championnat du monde de la TNA. Bobby Roode, le champion en titre, remporte le match contre Sting à l'aide d'une bouteille de verre. La rencontre pour être l'aspirant no 1 au championnat du monde de la TNA opposait Jeff Hardy à Mr. Anderson & Rob Van Dam dans une Triple Threat Match. Mr. Anderson a remporté ce match à l'aide de sa prise de finition le Mic Cheak et affrontera donc Bobby Roode pour le Championnat du monde poids lourd lors d'Impact Wrestling du 14 juin. Un peu plus tard dans la soirée, les deux anciens membres de l'équipe Fortune, Christopher Daniels & Kazarian ont affronté Kurt Angle & AJ Styles. La rencontre se termine par la victoire de AJ Styles & Agnle qui deviennent donc les nouveaux Champions du monde par équipe de la TNA, aucun des deux catcheurs n'a su résister au Phénoménal et au médaillé d'or olympique. Enfin, Miss Tessmacher a affronté Gail Kim dans un Championnat du monde des Knockout de la TNA. La catcheuse canadienne ayant perdu le match et, comme l'indique la stipulation, Miss Tessmacher remporte donc le titre des Knockouts de la TNA. Lors de cette soirée a eu lieu aussi un grand retour qui a surpris beaucoup de fans à travers le monde, Hulk Hogan a introduit Christian Cage, l'actuel Champion Intercontinantal de la WWE qui est venu s'exprimer sur un ring TNA, pour introduire le dernier moment du TOP 10 de la Total Nonstop Action Wrestling. Dernier grand événement que la soirée a connu, le Hall of Fame, tout premier de la TNA qui est nul autre que l'Icon Sting.

## Contexte

### Catch et divertissement

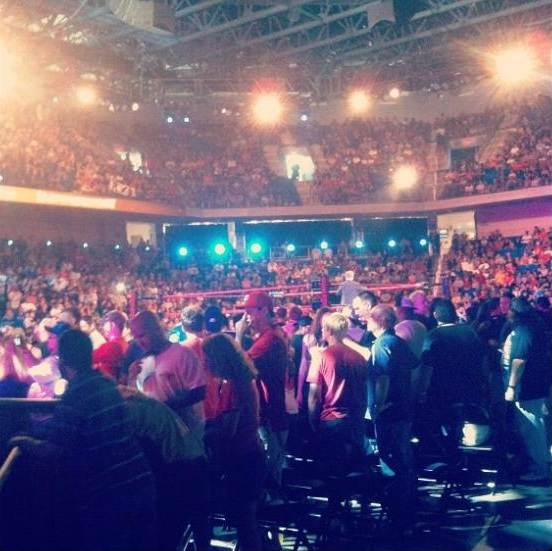
Plus grosse foule de l'histoire de la TNA

Les spectacles de la Total Nonstop Action Wrestling en paiement à la séance sont constitués de matchs aux résultats prédéterminés par les scénaristes de la TNA. Ces rencontres sont justifiées par des storylines - une rivalité avec un catcheur, la plupart du temps - ou par des qualifications survenues dans les émissions de la TNA telles que TNA Xplosion et TNA Impact!. Tous les catcheurs possèdent un gimmick, c'est-à-dire qu'ils incarnent un personnage face (gentil), heel (méchant) ou tweener (neutre, apprécié du public), qui évolue au fil des rencontres. Un pay-per-view comme Slammiversary est donc un évènement tournant pour les différentes storylines en cours.

### Historique des Slammiversary
| Rôle:          | Nom:                                 |
| -------------- | ------------------------------------ |
| Commentateur   | Mike Tenay (Tous les matchs)         |
| Commentateur   | Taz (Tous les matchs)                |
| Announceurs    | Christy Hemme (Tout sauf Main Event) |
| Announceurs    | Jeremy Borash (Main Event)           |
| Arbitre        | Mick Jones                           |
| Arbitre        | Earl Hebner                          |
| Arbitre        | Brian Hebner                         |
| Invité Spécial | Christian Cage                       |

Slammiversary ou TNA Slammiversary est un événement annuel de catch organisé mi-juin ou début juin par la Total Nonstop Action Wrestling (« TNA »). Il s'agit du deuxième plus grand spectacle de catch de l'année à la TNA car il fête entre autres chaque année, l'anniversaire de la TNA. En 2012, lors de l'évènement Slammiversary X, TNA fête ses 10 ans.
Le premier show date du 19 juin 2005, et sept éditions consécutives ont eu lieu depuis cette date, en comptant Slammiversary X, qui aura lieu le 12 juin 2012. Le spectacle a aussi facilité la déchéance de nombreux catcheurs comme Sting, Hulk Hogan, AJ Styles, Ric Flair, Jeff Hardy, Kurt Angle, Christian Cage, Rob Van Dam, Booker T, Samoa Joe, toutes les belles et puissante TNA Knockout (Angelina Love, Velvet Sky, Mickie James…) et bien d'autres.
Du premier Slammiversary de 2005 à l'édition de 2009, Slammiversary organisait un match nommé le Kinf of the Mountain où, cinq hommes sont présents dans le ring et doivent t'accrocher la ceinture du TNA World Heavyweight Championship en haut du ring à l'aide des échelles (à la différence d'un Ladder match où il faut décrocher la ceinture pour pouvoir obtenir la victoire).
Depuis l'édition de 2009, (qui était hors des Studios d'Orlando et possédait un King of the Mountain match) la TNA a décidé de ne pas diffuser l'édition de 2010 et 2011 hors des Studios d'Orlando. Pour Slammiversary X, la TNA a décidé de sortir des Studios d'Orlando pour produire un Pay-Per-View dans une arène car ce PPV fête les 10 ans de la TNA.

### L'avant Slammiversary
La Total Nonstop Action Wrestling qui va fêter les 10 années de sa compagnie a décidé de faire un énorme spectacle et quoi de mieux que de faire un avant goût, chaque semaine à Impact Wrestling, des plus grands évènements que la TNA a connus depuis son ouverture le 9 juin 2012. Voici la liste que la TNA a diffusée pour le moment :
| Classement                                                       | Catcheur                                                                                     | Événement                                     | Date              |
| ---------------------------------------------------------------- | -------------------------------------------------------------------------------------------- | --------------------------------------------- | ----------------- |
| X                                                                | Jeff Jarrett vs Raven                                                                        | Weekly Pay-Per-View                           | 30 avril 2003     |
| IX                                                               | Les débuts de Hulk Hogan                                                                     | TNA Impact!                                   | 4 janvier 2010    |
| VIII                                                             | Kurt Angle qui exécute le meilleur Moonsault sur Mr. Anderson                                | Lockdown                                      | 18 avril 2010     |
| VII                                                              | AJ Styles vs Christopher Daniels vs Samoa Joe pour le Championnat de la X Division de la TNA | Unbreakable                                   | 11 septembre 2005 |
| VI                                                               | La victoire de Sting sur Hulk Hogan et son Face Turn                                         | Bound for Glory                               | 16 octobre 2011   |
| V                                                                | Les débuts de Christian Cage                                                                 | TNA Impact!                                   | 13 novembre 2005  |
| IV                                                               | Les débuts de Kurt Angle                                                                     | TNA Impact!                                   | 24 septembre 2006 |
| III                                                              | AJ Styles vs Jerry Lynn pour le Championnat de la X Division de la TNA                       | Premier Weekly Pay-Per-View                   | 19 juin 2002      |
| II                                                               | Hulk Hogan signant le contrat avec la TNA et Dixie Carter                                    | Conférence de presse au Madison Square Garden | 27 octobre 2009   |
| I                                                                | Les débuts de Sting                                                                          | TNA Impact!                                   | 26 octobre 2006   |
| (c) désigne le(s) champion(s) défendant son titre dans le match. |                                                                                              |                                               |                   |

- X : Jeff Jarrett vs Raven le 30 avril 2003 lors d'un Weekly Pay-Per-View
- IX : L'arrivée de Hulk Hogan à la TNA le 4 janvier 2010 lors de TNA Impact!
- VIII : Kurt Angle qui exécute le meilleur Moonsault sur Mr. Anderson le 18 avril 2010 lors de Lockdown
- VII : AJ Styles vs Christopher Daniels vs Samoa Joe pour le TNA X Division Championship le 11 septembre 2005 lors de Unbreakable
- VI : La victoire de Sting sur Hulk Hogan et son Face Turn le 16 octobre 2011 lors Bound for Glory
- V : Les débuts de Christian Cage à la TNA le 13 novembre 2005[3]
- IV : Les débuts de Kurt Angle à la TNA le 24 septembre 2006
- III : AJ Styles remporte le TNA X Division Championship face à Jerry Lynn le[4]
- II : Hulk Hogan signant avec la TNA et Dixie Carter le 27 octobre 2009
- I : Sting faisant ses débuts à TNA Impact! le 26 octobre 2006

#### Hall of Fame

Logo du TNA Hall of Fame

Dixie Carter a annoncé lors de l'épisode d'Impact Wrestling du 31 mai 2012, que la TNA allait connaitre son premier Hall of Fame qui sera introduit dans ce nouveau temple de la renommée comme il y en a beaucoup dans le sport. Dixie Carter a ajouté que l'on connaîtra cette personne lors de Slammiversary où il sera présent pour cette occasion avec une annonce.
La cérémonie des Hall of Fame a débuté en milieu de show où Dixie Carter est arrivée sur le ring. Elle commence à parler de la TNA et de son évolution au cours des années et que maintenant la TNA à son Hall Of Fame. Elle dit qu'elle remercie tous les fans de leurs soutiens, les parents de la TNA Jeff & Jerry Jarrett et tous les catcheurs qui ont marché sur le ring pour faire avancé la TNA là ou elle en est aujourd'hui. Elle demande à tous les catcheurs qui sont en Backstage de venir pour accueillir et rendre un hommage au tout premier Hall of Famer de la TNA. Tous les catcheurs sont arrivés (AJ Styles, Jeff Hardy, Sting, Kurt Angle, James Storm, etc.) Toutes les TNA Knockout (Tara, Miss Tessmacher, Gail Kim, Madison Rayne, etc.) ainsi que tout le reste des personnalités (Hulk Hogan, Brooke Hogan, les arbitres, & tous les haut dirigeants de la TNA à part Eric Bischoff). Dixie Carter reprend la parole et nous demande d’accueillir le tout premier Hall of Famer : l'Icon Sting.

#### Bobby Roode vs Sting

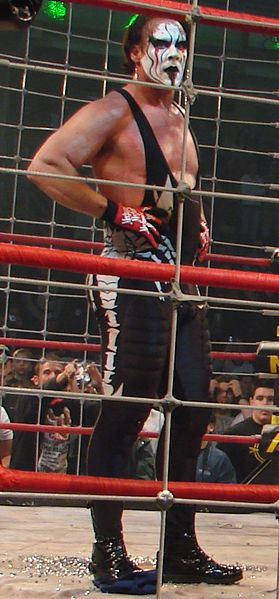
L'Icon Sting qui a effectué son retour juste avant Slammiversary

Alors que Sting, ancien GM d'Impact Wrestling, essayait de mettre des bâtons dans les roues du Champion du monde, ce dernier s'en est pris à lui physiquement lors d'Impact du 21 février. Après son mystérieux tweet "I'm done", Sting attaquait et défiait Bobby Roode le 23 février. Le match n'était pas pour le titre, Sting étant normalement à la retraite mais a finalement perdu face à Bobby Roode car ce dernier lui a porté une prise et la tête du Stinger a atterrie sur une chaise. Stin le lendemain décida d'abandonner sa place de GM et l'a confié au Hulkster, Hulk Hogan. Après cela, on ne revit plus Sting jusqu'au 24 mai ou il fit son retour en tant que catcheur/légende. Mais n'oublions pas que pendant ce temps la, Bobby a réussi à battre James Storm, Rob Van Dam & Mr. Anderson
Bobby Roode qui a fêté lors de l'épisode d'Impact Wrestling du 23 mai, ses 211 jours de Champion et a battu le record de le ring avait oublié son ennemie no 1 qu'il avait battu à Victory Road, Sting. Sting qui a effectué son retour le 23 mai 2012 et a attaqué Bobby Roode. Hulk Hogan ayant vu cette victoire et préparer son coup à l'avance, s'est arrangé pour que Sting combatte conte Roode le 30 mai lors d'Impact!, ce qui a été fait par une victoire de Sting sur Roode. À la fin de ce match là où Sting a pu prendre sa revanche sur Roode, Hogan s'est avancé jusqu'au ring pour annoncer qu'à Slammiversary, Bobby Roode allait défendre son Championnat du Monde Poids Lourd face à Sting.
Lors de la dernière route pour Slammiversary, qui a eulieu le 7 juin lors d'Impact Wrestling, un énorme Main Event est annoncé qui a fait un excellent avant gout pour Slammiversary où AJ Styles, Kurt Angle et l'Icon Sting ont battu Christopher Daniels, Kazarian et le Champion de la TNA, Bobby Roode.
Lors du match à Slammiversary, Sting ne remporta pas le match car Bobby Roode s'est servit d'une bouteille de bière (à la James Storm pour montrer que la rivalité n'est pas finie entre eux) et la explosé à la tête de Sting. Dès lors le match fini, Sting se releva et prit enfin sa vengeance sur Bobby Roode en l’assassinant de coup et le balançant dans le décor de Slammiversary. Sting est ensuite aller célébré cela sur le ring avec le reste des fans tandis que Bobby Roode se faisait escorter en brancard du College Park Center.

## Résultats

### Résumé détaillé du show
Bonjour à tous et bienvenue au College Park Center au Texas à Arligton pour fêter les 10 années de succès de la Total Nonstop Action Wrestling. Nous commençons le show avec une vidéo récapitulative des 10 ans passés de la TNA.
L'Immortel Hulk Hogan ouvre le show en parlant de la TNA, disant que la TNA a eu 10 années géniales et espère que d'ici les 10 années à venir, le public sera toujours attaché et vont être encore aussi géniales qu'ils le sont aujourd'hui. Quoi de mieux pour ouvrir la 2e décennies qu'un match de Championnat de la X Division entre Joe & Aries dans le style "Vintage".
- Championnat de la X Division : Austin Aries bat Samoa Joe. Dès le match terminé, Samoa Joe tape dans la main de Austin Aries en signe de respect.

Les commentateurs Mike Tenay & Tazz nous parlent du match de Championnat du Monde Poids Lours, Sting vs Roode qui va être le match des dix ans de la TNA.
- Hernandez bat Kid Kash

La vidéo no 3 de Slammiversary débute : AJ Styles remportant le X Division Championship face à Jerry Lynn
- Devon & Garrett Bischoff battent Robbie E & T. Madison Rayne était aux abords du ring à observer son prétendant. À la fin du match Devon & Garett se mettent a danser pour narguer les Robbie

Direction les backstages avec JB qui indique que nous allons faire un tour sur les réseaux sociaux. Il se fait interrompre par Daniels & Kaz qui parlent de AJ & Dixie. Daniels dit que lui a fait le 1er Ultimate X match, Steel Asylum Matc, etc. Et lui il n'a jamais eu les chance d'AJ
- Triple Threat Match pour être l'aspirant no 1 au Championnat du Monde poids-lourds de la TNA : Mr. Anderson bat Rob Van Dam & Jeff Hardy

JB est en backstage et cette fois-ci avec Crimson et lui demande s'il sait qui sera son adversaire ce soir. Crimson lui dit qu'il est invaincu et personne ne peut faire le tomber sur lui. Suivez la TNA avec #TNA10 via Twitter.
Crimson arrive sur le ring et prend le micro pour annoncer qu'il est invaincu depuis 470 jours. Il demande qui va vouloir monter sur le ring face à lui ? Pendant 2 minutes de silence, personne n'est arrivé pour accepter le Challenge jusqu'à ce que James Storm arrive et fasse son retour !
- Open Challenge Match : "The CowBoy" James Storm bat la série d'invincibilité de Crimson qui a duré 470 jours en 5 minutes

Austin Aries est en Backstage avec JB et ce dernier lui demande que va faire Austin Aries maintenant qu'il a battu Samoa Joe et conservé son Championnat.
La vidéo no 2 de Slammiversary débute : Hulk Hogan signant avec la TNA et Dixie Carter le 27 octobre 2009
Dixie Carter arrive sur le ring et le public scande "Thank you Dixie !" à son tour Dixie remercie tous les fans et tous les catcheurs qui ont catché à la TNA depuis le début de la TNA. Elle remercie les fondateurs de la TNA : Jerry & Jeff Jarrett. Elle demande maintenant à tout le roster de Impact Wrestling de venir sur le ring car c'est le moment de la première cérémonie des HALL OF FAME de la TNA. Elle introduit le 1er par une vidéo récapitulatif : le premier Hall of Famer de la TNA est l'Icon STING. Dès la vidéo finie, la musique de Sting retentit. Ce dernier est tout ému sous les applaudissements du public et de tous ses amis du rooster de la TNA. Dixie Carter reprend le micro et dit que Sting a amené la TNA au plus haut aujourd'hui et qu'elle le remercie. Elle espère que Sting sera honoré d'être le premier Hall of Fame de la TNA en plus de son match de Championnat ce soir face à Bobby Roode. Sting prend le micro, ému, et remercie Dixie, le roster de la TNA & surtout les fans qui l'ont soutenu tout le long de sa carrière. Il dit que ce soir, ça sera Show Time.
- Championnat des Knockouts de la TNA : Miss Tessmacher bat Gail Kim et devient la Nouvelle Championne des Knockouts pour la première fois. Christy Hemme vient interroger Tessmacher et lui demande ce que ça lui fait de remporter ce titre pour la première fois, chez elle, au Texas. Cette dernière lui répond qu'elle est vraiment heureuse puis espère garder la hauteur des Knockout de la TNA au meilleur.
- Joseph Park bat Bully Ray. Au début du match, Bully Ray dominait absolument Joseph en lui crachant dessus, se moquant de lui. À des moments, Joseph réussit à mettre quelques coups à Bully Ray mais tout changea quand Joseph Park est allé se cacher sous le ring & Abyss en est sortie de l'autre côté afin de porter un Chock Slam à travers un table sur Bully Ray.

Hulk Hogan arrive aux abords du titantron et nous avertit que ce soir, la TNA nous a rempli de surprise et la prochaine grosse surprise c'est Christian Cage (la TNA et la WWE sont deux fédérations concurrentes pourtant le Champion Intercontinantal est à la TNA ce soir en live sur un ring TNA) qui fait son retour à la TNA après 4 ans. Il nous dit que la TNA a accompli beaucoup de choses, qu'il est fier d'avoir été ici, Champion du Monde Poids Lourd puis dit être fier d'être dans le top 10 des moments de la TNA. En parlant des top 10 des moments, il aimerait introduire le 1er du top 10, qui plus est les débuts de Sting à la TNA en 2006.
La vidéo no 1 de Slammiversary débute : Sting arrivant à Impact le 26 octobre 2006.
- Championnat du Monde par Équipe de la TNA : Kurt Angle & AJ Styles battent Christopher Daniels & Kazarian. Dreams match. Durant le match, beaucoup de tricheries étaient commises par Kaz & Daniels. La victoire a été remportée par un AngleLock porté sur Kazarian. Après le match AJ & Angle célèbrent ensemble leur victoire.

Les commentateurs Annoncent le Main Event.
- Main Event : Championnat du Monde de la TNA : Bobby Roode bat Sting et reste donc le Champion du Monde Poids Lourd. Sting a fait son entrée le premier tandis que Bobby Roode l'a fait en deuxième et est d'ailleurs arrivé avec un nouveau titantron et habillé d'une longue veste à la Ric Flair. Jeremy Borash est sur le ring pour faire l'annonce officiel de Sting et du Champion Bobby Roode.

### Matchs de la soirée
| #                                                                | Match                                                               | Stipulation                                                       | Durée |
| ---------------------------------------------------------------- | ------------------------------------------------------------------- | ----------------------------------------------------------------- | ----- |
| 1                                                                | Austin Aries (c) bat Samoa Joe                                      | Match simple pour le Championnat de la X Division de la TNA       | 11:44 |
| 2                                                                | Hernandez bat Kid Kash                                              | Match simple                                                      | 5:50  |
| 3                                                                | Devon & Garret Bischoff battent Robbie E & Robbie T                 | Tag team match.                                                   | 5:55  |
| 4                                                                | Mr. Anderson bat Jeff Hardy & Rob Van Dam                           | no 1 Contenders Triple Threat Match                               | 11:22 |
| 5                                                                | James Storm bat Crimson                                             | Open Challenge pour la série d'invincibilité de Crimson           | 2:07  |
| 6                                                                | Brooke Tessmacher bat Gail Kim (c)                                  | Match simple pour le Championnat féminin des Knockouts de la TNA  | 7:16  |
| 7                                                                | Joseph Parks bat Bully Ray                                          | Hardcore Match                                                    | 10:20 |
| 8                                                                | Kurt Angle et AJ Styles battent Christopher Daniels et Kazarian (c) | Tag team match pour le Championnat du monde par équipe de la TNA. | 14:20 |
| 9                                                                | Bobby Roode (c) bat Sting                                           | Match simple pour le Championnat du monde Poids-Lourds de la TNA. | 12:09 |
| (c) désigne le(s) champion(s) défendant son titre dans le match. |                                                                     |                                                                   |       |